# 屏東縣立里港國民中學
屏東縣立里港國民中學，簡稱里港國中，是一所位於台灣屏東縣里港鄉的國民中學，也是該鄉唯一的國中。

## 校隊
- 棒球隊
- 拳擊隊